# Parsons (West Virginia)
Parsons is een plaats (city) in de Amerikaanse staat West Virginia, en valt bestuurlijk gezien onder Tucker County.

## Demografie
Bij de volkstelling in 2000 werd het aantal inwoners vastgesteld op 1463.
In 2006 is het aantal inwoners door het United States Census Bureau geschat op 1380, een daling van 83 (-5,7%).

## Geografie
Volgens het United States Census Bureau beslaat de plaats een oppervlakte van
3,1 km², waarvan 2,8 km² land en 0,3 km² water. Parsons ligt op ongeveer 523 m boven zeeniveau.

## Plaatsen in de nabije omgeving
De onderstaande figuur toont nabijgelegen plaatsen in een straal van 20 km rond Parsons.